# فابيان نوغويرا
فابيان نوغويرا (بالإسبانية: Fabián Noguera)‏ (20 مارس 1993 في الأرجنتين) هو لاعب كرة قدم أرجنتيني في مركز الدفاع. يلعب حاليًا مع نادي أبها.

## وصلات خارجية
- فابيان نوغويرا على موقع إي إس بي إن إف سي (الإنجليزية)
- فابيان نوغويرا على موقع قاعدة بيانات كرة القدم.إي يو (الإنجليزية)
- فابيان نوغويرا على موقع Soccerway.com (الإنجليزية)
- فابيان نوغويرا على موقع عالم كرة القدم.نت (الإنجليزية)